# Dragon Ball Z: Super Butōden 2
Dragon Ball Z: Super Butōden 2 (超武闘伝2 Sūpā Butōden 2?) es la segunda entrega de la saga Butōden. Se lanzó el 17 de diciembre de 1993 en Japón, y en abril de 1994 en Francia y España con el nombre de Dragon Ball Z: La Légende Saien (aunque para la versión en español del manual de instrucciones apareció traducido como Dragon Ball Z: La Leyenda de Saien).

## Información
Esta segunda entrega potenciaba y mejoraba lo visto en el primer juego. Volvía a usarse el split-screen (la pantalla partida), pero mostrando unos gráficos mejores y vistosos, con una paleta de colores mayor. Además, los luchadores aumentaron de tamaño y detalle, y el cuadro de animaciones por segundo era también más elevado. El número de golpes también se aumentó, a la vez que la espectacularidad en las magias especiales del tipo Kame Hame Ha.
Disponía de tres modos de juego: Historia (contaba una trama que mezclaba la saga de Cell y las películas), Combate (el clásico modo Versus para jugar contra la CPU, contra un segundo jugador, o CPU contra CPU) y Torneo (un torneo de artes marciales por eliminatorias que permite la participación de 8 jugadores, humanos o CPU).
Por primera vez se incluyeron enemigos de las películas no canónicas (es decir, que no pertenecen al manga), destacándose el popular Saiyajin Broly que no volvería a salir en un juego hasta el primer Budokai de 2002.
Esta segunda entrega está ampliamente considerada el mejor juego de toda la saga para Super Nintendo y uno de los videojuegos más interesantes de todo el universo Dragon Ball.

## Personajes
| Heroes: - Son Gokū SSJ - Vegeta SSJ - Son Gohan SSJ - Trunks del futuro SSJ - Piccolo | Villanos: - Cell Forma definitiva - Cell Jr. - Broly - Bojack - Zangya |